# یواس‌اس چساپیک (۱۷۹۹)
یواس‌اس چساپیک (۱۷۹۹) (به انگلیسی: USS Chesapeake (1799)) یک کشتی بود که طول آن ۱۵۲٫۶ فوت (۴۶٫۵ متر) بود. این کشتی در سال ۱۷۹۹ ساخته شد.